# Parc Forestal Joan Carles I Rei
El parc forestal Joan Carles I és un parc forestal de Melilla, situat en la zona sud, en la carretera d'Alfons XIII, confrontant al barri del General Real.

## Història
La Granja d'Experimentació Agrícola del Protectorat Espanyol va ser fundada en 1907, construint-se un dipòsit d'aigua per l'enginyer Julio Castro Núñez en la segona meitat del segle xx  i després de les escassetat d'aigua, així com l'augment demogràfic i les noves urbanitzacions que van fer desaparèixer els cultius de Melilla entre els anys 70 i 90, passa a ser un campament d'immigrants il·legals, fins que al maig de 1998 es presenta el projecte de la zona, amb zones verdes, esportives i d'oci i el clos per la Comissió d'Obres Públiques i el 24 de febrer de 1999 es posa la primera pedra del futur Parc Temàtic de Melilla.
El 14 de maig de 2004 es presenta el projecte del ja Parc Forestal, que és inaugurat el 14 de novembre de 2007 i denominat oficialment Parc Forestal Joan Carles I el dia 29 de desembre de 2007.

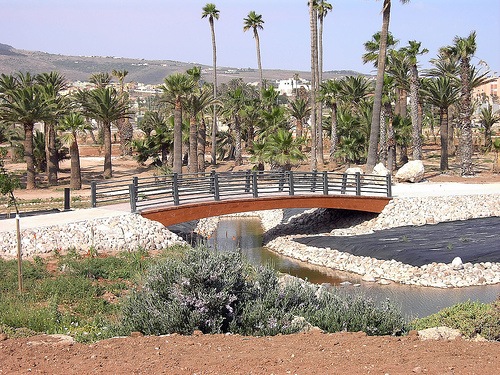
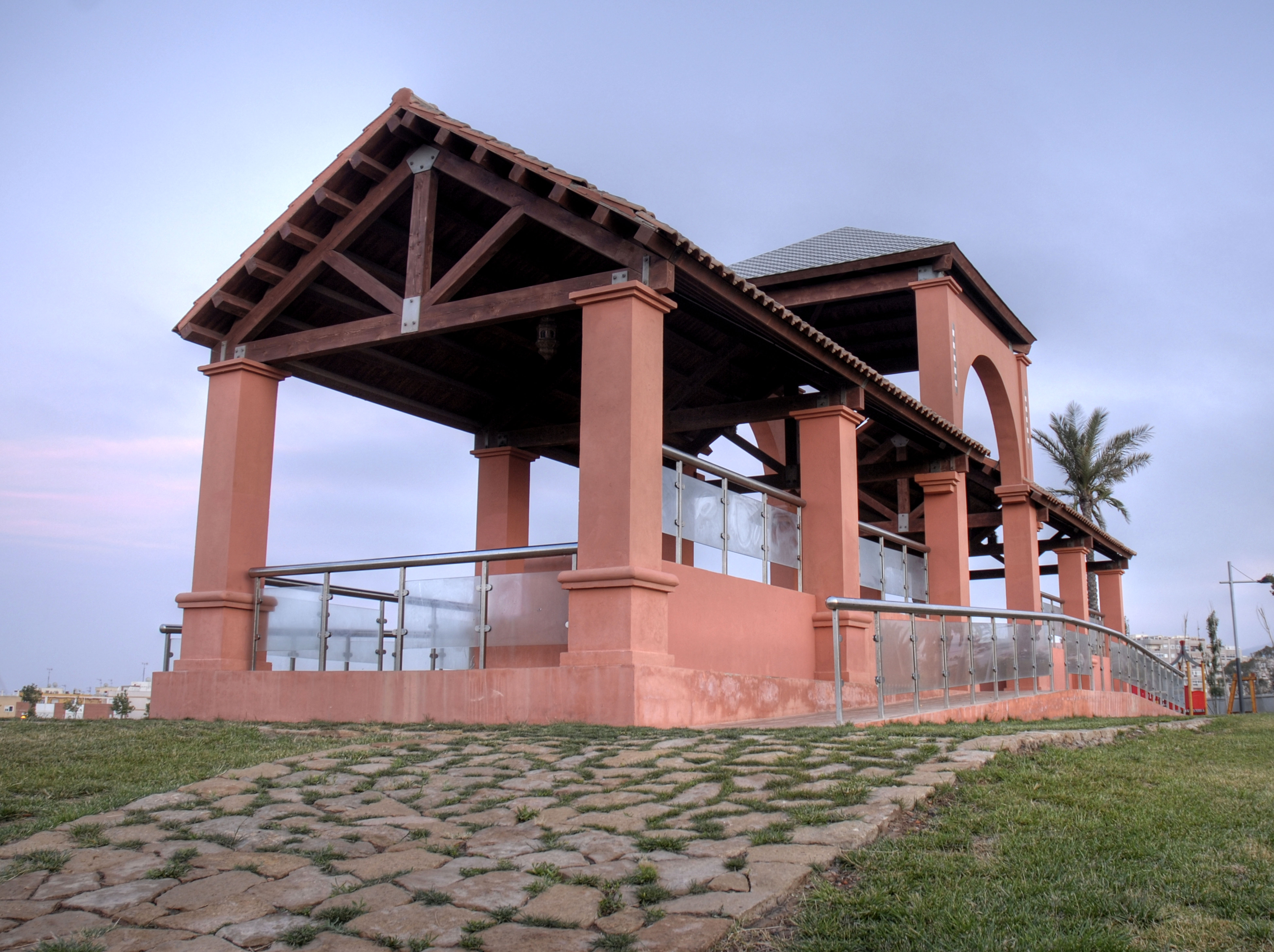
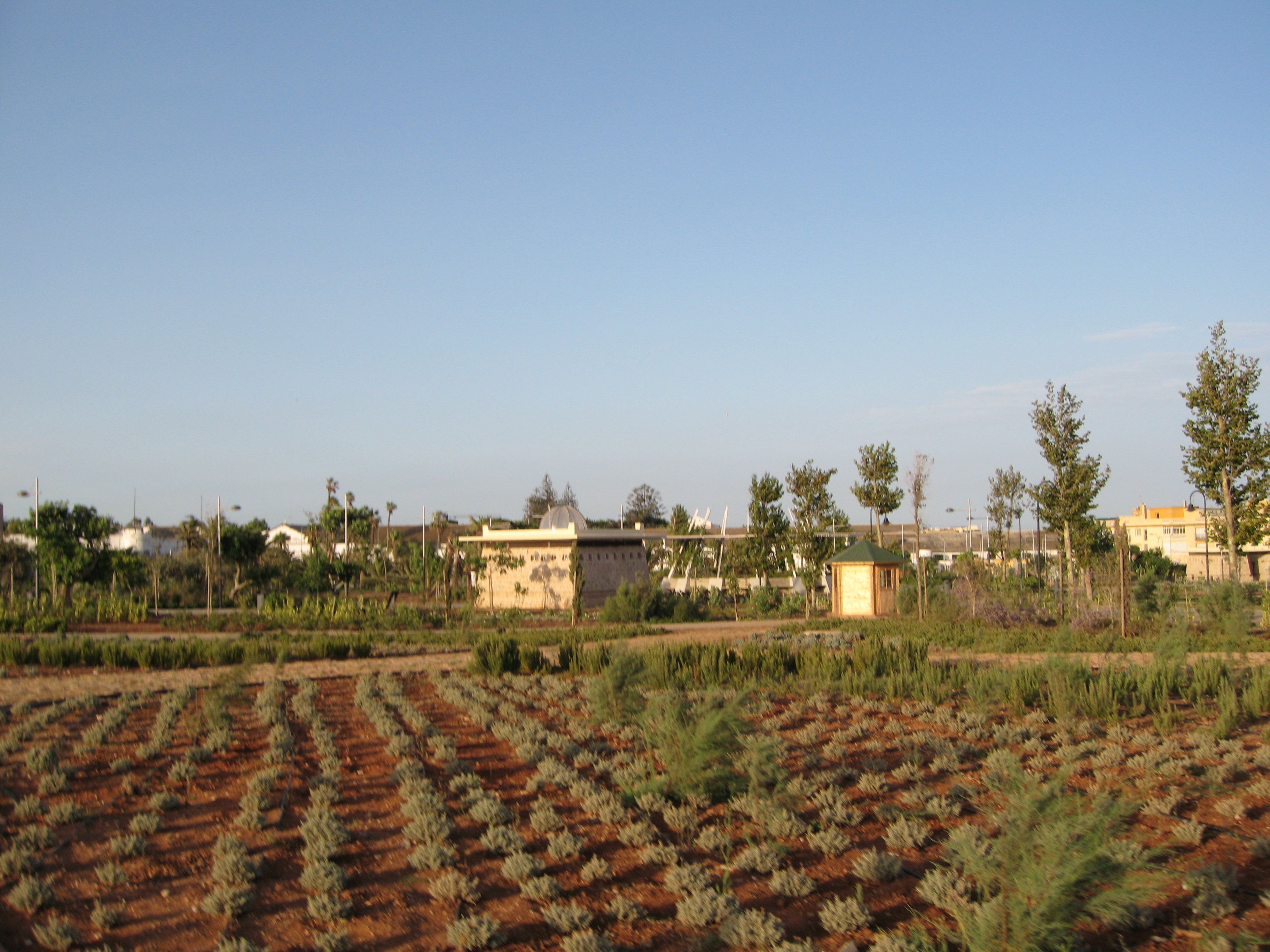

Compta amb multitud de zones amb gespa, plantes mediterrànies, zones infantils i un gran estany.